# 静岡鉄道
静岡鉄道株式会社（しずおかてつどう、英: Shizuoka Railway Co.,LTD.）は、静岡県静岡市に本社を置き、鉄道路線として静岡清水線を保有し運営している鉄道事業者（中小私鉄）。
略称は静鉄（しずてつ）。「静鉄グループ」の中核企業であり、本体や静鉄グループ各社で索道事業（日本平ロープウェイ）、バス・タクシー事業、不動産事業、ホテルなどを展開する。
連結売上高が1,000億円を超えている日本の鉄道事業者は中小私鉄ではわずか3社しかない。残る2社は1位の遠州鉄道（遠鉄）と2位の大阪市高速電気軌道（Osaka Metro）で、静岡鉄道は3位である。
キャッチコピーは「街にいろどりを。人にときめきを。」。

## 概要
（旧）静岡市の安西地区に集積する製茶問屋から清水港へ輸出用茶葉を軽便鉄道で運ぶ目的で、（旧）静岡鉄道が1907年に設立された（会社としては現在の静岡鉄道とのつながりはない）。その後大日本軌道静岡支社の路線となっていたこの鉄道路線を地元有志が買収し、1919年に駿遠電気として設立された。1923年に静岡電気鉄道に社名変更し、1943年、藤相鉄道・中遠鉄道・静岡乗合自動車・静岡交通自動車を統合して静岡鉄道となった。
静岡電気鉄道時代の1923年から1930年上期に至るまでは、相当な放漫経営であったという。同社専務の熊沢一衛は四日市製紙（現在の王子エフテックス）・四日市銀行（三重銀行を経て、現在の三十三銀行の一部となった。）の専務を兼任しており、手広く事業活動を行っていたが、1932年に四日市銀行が破綻したため、同専務は所有する静岡電気鉄道の株式を大阪電気軌道（大軌、現在の近畿日本鉄道）に譲渡しようとしたが、大軌は静岡電気鉄道の経営には興味を示さなかったため、大軌の監査役をしていた東京横浜電鉄代表取締役の五島慶太に株式引き受けについての依頼があり、最終的に1941年に東京横浜電鉄の傘下に入ることになった。東京横浜電鉄が東京急行電鉄（東急）となった後、静岡鉄道成立時の初代会長に五島慶太が着任し、東急グループの一員となった。1947年に東急グループを離脱したが、現在も東急が約4%の株式を所有する筆頭株主であるために一定のつながりがあり、車両の面では、1973年に導入し2024年に営業運転を終えた1000形は東急車輛製造製で、車体等一部の仕様が東急7200系電車に酷似する。また、2016年に導入したA3000形も一部の仕様が東急7000系電車に酷似する（ただし、製造は東急車輌製造の事業を継承した総合車両製作所である）。過去には東急（目黒蒲田電鉄、東京横浜電鉄の車両を含む）の中古の車両を購入したこともある。
鉄道路線は現在、新静岡駅 - 新清水駅間11.0kmを結ぶ静岡清水線のみである。1950年代には静岡県中南部各地に5路線計100km近くの路線を有していたが、1960年代以降のモータリゼーションの影響により、静岡清水線を除き廃止された。またかつては静岡県中部一帯を営業エリアとする路線バス事業が主力事業となっていたが、子会社を設立して一部の路線を分社化したのち、2002年10月1日には静岡鉄道本体が運営していた全バス事業を、子会社のしずてつジャストラインに分社化した。
乗車カードとしてIC乗車カードのLuLuCa（ルルカ）をグループで展開し、鉄道線やしずてつジャストラインのバスに導入している。同時にPiTaPaも並行導入し、全国相互利用（ICOCA・Suica・PASMO・Kitaca・manaca・TOICA・はやかけん・nimoca・SUGOCA）にも対応している。なお、静岡鉄道としずてつジャストラインで導入していた、磁気式のパサールカードは2014年9月末までに販売を終了し、2022年7月末で利用終了となった。
日本民営鉄道協会に加盟している（1973年に一度脱退したが、その後復帰し、2019年時点では加盟していることが確認できる）。

## 沿革

### （旧）静岡鉄道→大日本軌道→駿遠電気
特記がなければ（旧）静岡鉄道・大日本軌道・駿遠電気のトピック。年代しか書かれていないトピックは時期未詳。
- 1902年（明治35年） 秋葉馬車鉄道が設立。
- 1907年（明治40年）（旧）静岡鉄道設立[7]。
- 1908年（明治41年）
  - 5月18日 辻村（現在の新清水）- 清水町（後の波止場）間の鉄道開業。
  - 7月28日 （旧）静岡鉄道、熱海鉄道、浜松鉄道など8社を統合し、大日本軌道が設立、同社の静岡支社となる。大日本軌道 社章

大日本軌道 社章

  - 12月9日 鷹匠町（現在の新静岡駅） - 辻村（現在の新清水駅）間の鉄道開業。現在の静岡清水線。
- 1911年（明治44年）11月 藤相鉄道が設立。
- 1912年（明治45年）8月 中遠鉄道が設立。
- 1915年（大正4年） 藤枝自動車商会が開業。
- 1914年（大正3年）1月12日 中遠鉄道が開業。
- 1916年（大正5年） 堀之内軌道運輸のバスが開業。
- 1919年（大正8年）
  - 5月1日 駿遠電気設立（創立）、大日本軌道静岡支社の事業を継承。駿遠電気 社章
(静岡電鉄が継承)
  - 12月16日 秋葉鉄道が設立。

駿遠電気 社章
(静岡電鉄が継承)

- 1920年（大正9年）8月2日 静岡清水線が電化。電気供給事業も開始。
- 1921年（大正10年）
  - 1月6日 秋葉鉄道が秋葉馬車鉄道の事業を継承し開業。
  - 10月7日 安倍電気、羽衣製氷を合併。
- 1922年（大正11年）
  - 2月8日 御前崎軌道を堀之内軌道運輸に譲渡。
  - 6月28日 鷹匠町 - 静岡駅前間（静岡市内線）開通。
  - 宮寺商会（のちに、宮寺自動車商会と改称）が開業。

### 静岡電気鉄道
特記がなければ静岡電気鉄道のトピック。年代しか書かれていないトピックは時期未詳。
- 1923年（大正12年） 静岡自動車が開業。
  - 2月28日 駿遠電気が静岡電気鉄道と改称。
  - 3月12日 秋葉鉄道を合併。秋葉線とする。
- 1924年（大正13年） 待月自動車商会が開業。
- 1925年（大正14年）
  - 安倍自動車商会が開業。
  - 5月31日 製氷事業を羽衣製氷所へ譲渡。
  - 7月11日 秋葉線、一部区間の電化運輸開始。
- 1926年（大正15年）
  - 旭自動車商会、田宮自動車商会、秋葉自動車商会、勝間田自動車、焼津自動車商会、西駿自動車商会、森久自動車商会が開業。
  - 10月25日 秋葉線が全区間電化。
  - 10月31日 狐ヶ崎遊園地を仮開園。
- 1927年（昭和2年）1930年頃（昭和初頭）の静岡市および清水市の地図。地図上では「静岡電車」と記載されている。
  - 4月1日 狐ヶ崎遊園地を本開園。

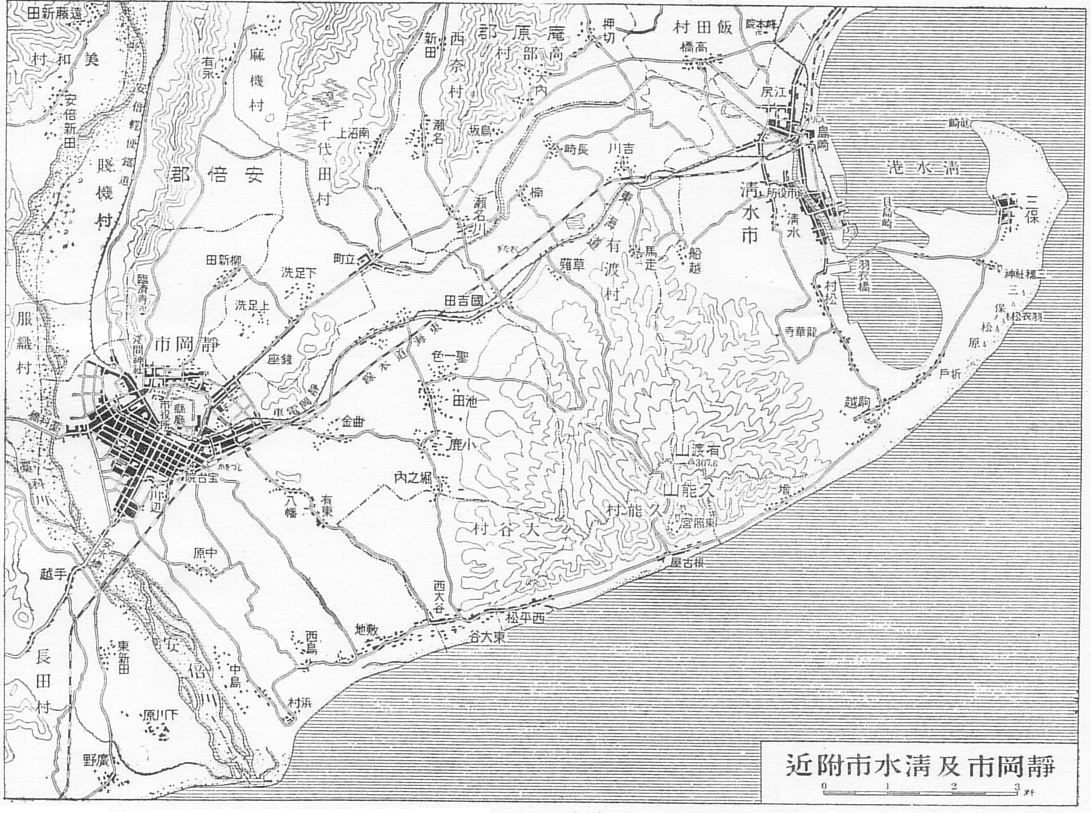
1930年頃（昭和初頭）の静岡市および清水市の地図。地図上では「静岡電車」と記載されている。

  - 11月25日 ちゃっきり節、狐音頭、新駿河節が発表される。
- 1928年（昭和3年）
  - 宮寺自動車商会、森久自動車商会を買収。
  - 藤相鉄道が、栄輪社を買収。
  - 袋井 - 可睡間に季節営業のバス路線を開業。バス事業の始まり。
- 1929年（昭和4年）
  - 自動車会社、船舶会社計10社を1941年（昭和16年）にかけて相次ぎ買収。
  - 4月19日 自動車部を設立。
- 1930年（昭和5年） 藤相鉄道が、焼津自動車商会、勝間田自動車を合併。
- 1932年（昭和7年）12月1日 身興自動車商会を買収。静岡電気鉄道の直営ではなく、電鉄自動車を設立。
- 1933年（昭和8年）
  - 3月31日 西駿自動車商会を買収。
  - 4月26日 待月自動車商会を買収。
  - 10月 一般社団法人静岡県バス協会の前身、静岡県乗合自動車組合が設立。
- 1934年（昭和9年）
  - 志太中央自動車商会を買収。
  - 藤相鉄道が、駿南自動車を合併。
  - 観光バス事業営業開始。
- 1935年（昭和10年）
  - 駿遠自動車が設立。
  - 藤相鉄道が、堀之内軌道運輸を買収。
  - 秋葉線の電車と競合関係にあった秋葉自動車商会を買収。
  - 電鉄自動車を静岡電気鉄道直営にする。
- 1936年（昭和11年）
  - 市川自動車商会を買収。
  - 静岡遊覧運輸（のちに、静岡交通自動車と改称）が設立。
- 1937年（昭和12年）
  - 掛井自動車商会を買収。
  - 駿遠自動車が、静岡自動車を買収し、静岡乗合自動車と改称。
- 1938年（昭和13年） バス路線、全線にわたり停留所制実施。
- 1940年（昭和15年）
  - 1月15日 静岡大火により鷹匠駅（現:新静岡駅）を含む一帯が焼失[13]。
- 1941年（昭和16年）
  - 4月2日 清水交通株式会社（タクシー会社）が設立。
  - 4月 静岡県乗合自動車組合を静岡県乗合自動車運送事業組合に改称。
  - 東京横浜電鉄（後の東京急行電鉄〈東急〉）の経営傘下に入る。
- 1943年（昭和18年）
  - 2月28日 電気事業設備を中部配電に譲渡。

### 静岡鉄道
特記がなければ静岡鉄道のトピック。年代しか書かれていないトピックは時期未詳。
- 1943年（昭和18年）
  - 5月15日 静岡電気鉄道、藤相鉄道、中遠鉄道、静岡乗合自動車、静岡交通自動車の5社が合併し、静岡鉄道に改称。
  - 10月21日 野村自動車商会、望月自動車商会、山下自動車商会、田宮自動車商会、掛川タクシー自動車部を買収。
  - 12月 静岡県乗合自動車運送事業組合を解散。ハイヤー事業者を統合する。社団法人静岡県乗合旅客自動車運送事業組合と改称。
- 1944年（昭和19年）
  - 1月1日 土屋自動車商会を買収。
  - 5月1日 土屋自動車商会を藤枝自動車整備工場と改称。
- 1945年（昭和20年）
  - 6月18日 太平洋戦争下の空襲により被災したバス車両の復旧を緊急課題として、藤枝自動車整備工場を中心に数野自動車などの同業者を統合し、東海自動車工業が設立[14]。
- 1947年（昭和22年）
  - 12月 社団法人静岡県乗合旅客自動車運送事業組合を解散。
  - 戦争の被害より、資金調達が困難と判断。東急グループから脱退。ただし、引き続き東急が筆頭株主。
- 1948年（昭和23年）
  - 興津 - 島田間のバス直通運転開始。
  - 1月1日 社団法人静岡県バス協会の前身、静岡県乗合自動車協会が発足する。初代会長に静岡鉄道代表川井健太郎が就任。事務所を静岡鉄道株式会社内に定める。
  - 9月6日 駿遠線が全通。
- 1950年（昭和25年）
  - 1月27日 静岡県乗合自動車協会の事務所を静岡市追手町39静山荘内に変更。
  - 2月27日 静北土建工業が設立。
  - 5月15日 3月に行なった国鉄貨車転覆救援[15]に対して運輸大臣から表彰状[注釈 5]、国鉄総裁から感謝状が授与[16]。
  - 5月31日 久能山・三保めぐり定期遊覧バス運行開始。
  - 10月1日 社歌『希望の園』制定。
- 1951年（昭和26年）
  - 2月15日 駿遠通運が設立。
  - 2月駿遠通運が、静鉄グループに入る。
  - 9月17日 静岡県乗合自動車協会の事務所を静岡市昭和町1に変更。
- 1952年（昭和27年）5月19日 静岡県乗合自動車協会の事務所を静岡市呉服町2丁目3に変更。
- 1953年（昭和28年）
  - 2月18日 静岡県乗合自動車協会の事務所を静岡市追手町54-1に変更。
  - 8月13日 喜久屋が設立。
  - 新社章制定[17]。静岡鉄道 社章
1953年制定
- 1954年（昭和29年）
  - 4月27日 静鉄タクシーが設立[7][18]。
  - 5月17日 静鉄商事が設立。
- 1955年（昭和30年）
  - 4月1日 新静岡バスセンター使用開始。

静岡鉄道 社章
1953年制定

  - 10月 駿遠通運が社名を駿遠運送株式会社にする。
- 1956年（昭和31年）
  - 静鉄タクシーが富士交通株式会社を吸収し旧清水市へ進出[18]。
  - 1月23日 吉野信次運輸大臣から川井健太郎宛に許可書が送られ、社団法人静岡県乗合自動車協会となる。
  - 5月7日 静岡トヨペット販売（同年に静岡トヨペットと改称、現在のトヨタユナイテッド静岡）が設立[7]。
  - 9月29日 日本急送の経営に参加。
- 1957年（昭和32年）
  - 5月31日 日本平ロープウェイ営業開始。
  - 7月15日 駿河観光バスが設立。
  - 9月5日 駿河観光バスが事業開始。
  - 11月20日 静岡トヨタディーゼルが設立。
- 1958年（昭和33年）日本急送タクシー部を静鉄タクシーに譲渡する。
- 1959年（昭和34年）10月 駿遠運送株式会社が、静岡鉄道駿遠線の貨物営業を事業継承する。
- 1960年（昭和35年）11月9日 浅間山リフト営業開始。
- 1961年（昭和36年） 株式会社「ウオチョー」設立[19]。
- 1962年（昭和37年）
  - 9月15日 静岡市内線廃止。
  - 9月18日 社団法人静岡県乗合自動車協会から社団法人静岡県バス協会に改称。
  - 9月20日 秋葉線廃止。
  - 11月 ワンマンバス運行開始。
- 1963年（昭和38年）
  - 事業部不動産課を設置[14]。
  - 「魚長 草薙店」（現在のしずてつストア 草薙店）オープン [19][20]。
- 1964年（昭和39年）3月1日 静岡駅 - 日本平間路線バス運行開始。
- 1965年（昭和40年）
  - 株式会社三栄設立[19]。
  - 1月20日 新静岡ターミナルビル起工式を挙行。
  - 4月10日 静鉄勤労学園が開校。
  - 7月 静鉄商事を新静岡ターミナルビルに社名変更。
  - 9月10日 静鉄観光サービスが設立。静鉄産業が設立。
  - 12月11日 港運輸工業が設立。
- 1966年（昭和41年）
  - 株式会社トヨタレンタカー静岡設立[7]
  - 5月10日 新静岡バスターミナル使用開始。
  - 5月15日 新静岡センター開業。
  - 6月30日 日本急送を西日本鉄道に譲渡する。
  - 7月13日 静鉄総合運輸が設立。
  - 7月21日 静岡トヨタディーゼルを譲受。
- 1967年（昭和42年）
  - 10月16日 狐ヶ崎遊園地を閉鎖。
  - 12月11日 狐ヶ崎ヤングランドの起工式を挙行。
- 1968年（昭和43年）
  - 4月1日 狐ヶ崎ヤングランドが設立。静鉄産業商事部を分社化し、静鉄商事が設立。
  - 7月15日 社団法人静岡県バス協会の事務所を静岡市両替町2丁目河辺商店内に変更。
  - 8月22日 駿遠線の大井川以南廃止。これにより静岡鉄道は遠江地区から撤退。
- 1969年（昭和44年）
  - 静岡トヨタディーゼルをトヨタカローラ東海に改称。[7]
  - 8月2日 静岡観光バスが設立。
  - 11月1日 社団法人静岡県バス協会の事務所を静岡市追手町54の1に変更。
- 1970年（昭和45年）
  - 3月 新静岡ターミナルビルを新静岡センターに社名変更。
  - 8月1日 駿遠線全線廃止。
  - 10月 清水交通株式会社が、駿河観光バス株式会社を合併し、バス事業を行う。
- 1973年（昭和48年）日本民営鉄道協会脱退[注釈 4]
- 1974年（昭和49年）
  - 株式会社トヨタレンタカー静岡を株式会社トヨタレンタリース静岡に改称[7]
  - 7月2日 静岡東急フレックスホームが設立。
  - 7月7日 浅間山リフトが七夕豪雨により崩落。
- 1975年（昭和50年）
  - 2月 磐田運送が設立。
  - 3月21日 清水市内線廃止。
  - 4月16日 浅間山リフト廃止[21]。
  - 9月1日 静岡清水線ワンマン運転開始。
  - 9月12日 静長水産株式会社が設立[19]
- 1976年（昭和51年）
  - 静岡中央卸売市場が開設
  - 4月1日 静鉄情報センターが設立。
  - 4月29日 日本平ちゃっきりまつりを開催。
- 1977年（昭和52年）
  - 静鉄不動産静岡営業所と静鉄不動産清水営業所開業[22]。
  - 8月11日 昇仙峡で観光バス転落事故[23]。死者11名・負傷者34名という創業以来の重大事故となり、以来「事故防止の原点」となる[24]。
- 1978年（昭和53年）4月 静岡東急フレックスホームが静鉄住宅建設に社名変更。
- 1979年（昭和54年）
  - 静鉄不動産藤枝営業所開業[22]。
  - 10月1日 静鉄緑化土木が設立。
- 1980年（昭和55年）
  - トヨタビスタ東静岡株式会社（現在のトヨタユナイテッド静岡）設立[7]
- 1981年（昭和56年）
  - 1月 有限会社片瀬工務店が設立
  - 7月29日 清水交通が静鉄グループになる。
  - 8月 静鉄電車教室を長沼工場で開催（現在も毎年8月に「しずてつ電車まつり」として開催している）。
- 1982年（昭和57年）
  - 清水交通株式会社タクシー部を静鉄タクシー株式会社に譲渡する。
  - 4月 静鉄産業が静鉄住宅建設を合併し静鉄建設工業に社名を変更。
- 1984年（昭和59年） 静鉄建設工業分室を設置。
- 1985年（昭和60年） 静鉄建設工業静岡営業所を設置。
- 1986年（昭和61年）7月12日 静波リゾート「スウィングビーチ」開業。
- 1987年（昭和62年）
  - 静鉄不動産沼津営業所開業[22]。
  - 11月16日 掛川バスサービスが設立。
- 1990年（平成2年）
  - 静鉄建設工業藤枝営業所を設置。
  - 4月26日 中小型観光バス部を分社化し、静鉄小型バス株式会社が設立。
- 1991年（平成3年）
  - 3月 静鉄建設工業大井川工場が閉鎖。
  - 7月 中小型観光バス7両を移譲。
- 1992年（平成4年）10月 静鉄建設工業株式会社が静鉄建設株式会社に社名変更。
- 1993年（平成5年）
  - 2月 静北土建工業が静鉄グループに入る。
  - 9月5日 狐ヶ崎ヤングランド閉園。遊園部を廃止。
  - 12月 有限会社片瀬工務店が片瀬建設株式会社と社名変更。
- 1994年（平成6年）2月1日 静岡清水線とバスに磁気乗車カード「パサールカード」導入。
- 1996年（平成8年）4月1日 ダイヤ改正で静岡清水線の急行運転を一時廃止。2011年秋のダイヤ改正までは、各駅停車のみの運転となる。
- 1997年（平成9年）4月 静鉄建設が静北土建工業を合併。
- 1999年（平成11年）
  - 1月27日 静鉄ストアが設立。
  - 4月1日  静鉄ストアが新静岡センターのスーパーマーケット事業を継承。
  - 12月 静鉄レストラン（現在の静鉄リテイリング）設立[25]。
- 2000年（平成12年）
  - 4月 静鉄レストランが静岡鉄道より牧之原サービスエリア上り線「牧之原静鉄レストラン」、「日本平パークセンター」、「焼津さかなセンター大漁店」の事業を承継し営業開始[25]。
  - 10月24日 しずてつジョイステップバス株式会社が設立。
- 2001年（平成13年）4月 静岡観光バス株式会社と清水交通株式会社の一般旅客自動車運送事業をしずてつジョイステップバス株式会社に譲渡する。
- 2002年（平成14年）
  - 5月1日 自動車部を分社化し、しずてつジャストラインが設立。本社事務所を静鉄5号館に置く。
  - 7月 静鉄建設が静鉄緑化土木を合併。
  - 10月1日 路線バス事業、高速バス事業、観光バス事業をしずてつジャストラインに移譲。
  - さらに観光バス事業をしずてつジョイステップバスに移譲。
- 2003年（平成15年） 静鉄商事の保険事業部を静鉄保険サービスに移管。
- 2004年（平成16年）
  - 静鉄不動産静岡南営業所開業[22]。
  - トヨタビスタ東静岡株式会社をネッツトヨタスルガ株式会社に改称[7]
  - 静岡鉄道が介護事業参入、静鉄ケアステーション竜南開業[7]
- 2006年（平成18年）
  - 静鉄商事が静鉄アド・パートナーズに社名変更。
  - 10月28日 静岡清水線でIC乗車カード「LuLuCa」導入。
- 2007年（平成19年）
  - カズコーポレーションを買収する[26]。
  - 4月 ウオチョーが静岡鉄道と企業提携する。
  - 11月 しずてつソーサレア設立[27]。
- 2008年（平成20年）
  - 静岡鉄道がビジネスホテル事業参入、静鉄ホテルプレジオ静岡駅北オープン[7]
  - 3月 静鉄ストアがウオチョーとヤクモを吸収合併する。
  - 11月23日 ウオチョー田町店跡にしずてつソーサレアホール田町をオープン。
  - 12月15日 しずてつジャストライン本社事務所を静岡市葵区宮前町28番地に移転。
- 2009年（平成21年）
  - 静鉄ターミナル開発株式会社設立[7]
  - 3月9日 新静岡再開発事業に伴い、本社事務所を新静岡センターから静岡信用日生ビルの仮事務所へ移転。
- 2011年（平成23年）
  - 静鉄ターミナル開発株式会社を静鉄プロパティマネジメント株式会社に改称[7]
  - 静鉄ファシリティーズ株式会社設立[22]
  - 4月1日 清水第一タクシーを静鉄タクシーに譲渡する。
  - 9月26日 新社屋竣工に伴い、本社事務所を静鉄鷹匠ビルへ移転。
  - 9月30日 静鉄タクシーが静岡市タクシー事業協同組合を脱退[28]。
  - 10月1日 ダイヤ改正で静岡清水線の急行が復活。同時に通勤急行を新設（いずれも運転開始は10月3日で平日朝のみ）。駅ナンバリング導入によりサインシステムを全面的に改定。
  - 10月5日 新静岡セノバ開業。
  - 10月 静鉄小型バス株式会社が、しずてつジョイステップバス株式会社を吸収合併し、社名を静鉄ジョイステップバス株式会社とする。
- 2012年（平成24年）
  - 4月10日 静鉄タクシーがスマホアプリで配車受付開始。
  - 9月30日 しずてつジャストラインでのパサールカードのバス専用学生カードの販売を終了[注釈 3]。
- 2013年（平成25年）
  - フローラル事業参入[29]。
  - 3月23日 交通系ICカード全国相互利用サービス開始に伴い、LuLuCaに加え、Kitaca、PASMO、Suica、manaca[注釈 1]、TOICA、PiTaPa、ICOCA、はやかけん[注釈 1]、nimoca[注釈 1]、SUGOCAが利用可能に。
  - 3月31日 静岡鉄道・しずてつジャストラインでのパサールカードの電車・バス共通カードの販売を終了[注釈 3]。
  - 4月 学童保育参入[30]。
- 2014年（平成26年）
  - 3月1日 LuLuCa（LuLuCaパサール・LuLuCaプラス）の電車・バス利用割引サービスを入金時のプレミアから乗車時のポイントに変更[31]。
  - 4月1日 静鉄タクシーに市内時間制運賃という新たな料金システムを導入。
  - 9月30日 静岡鉄道・しずてつジャストラインでのパサールカードの電車・バス共通昼間カードの販売を終了。これにより、両社での全てのパサールカードの販売が終了[注釈 3]。
  - 11月27日 2016年度より40年ぶりとなる新型車両（A3000形）の導入を発表[32]。
- 2015年（平成27年）
  - 4月1日 LuLuCaの電車・バス利用割引サービスの乗車時のポイントの内容を変更[33]。
  - 4月1日 今田智久が社長に就任。
- 2016年（平成28年）
  - 3月24日 静岡清水線でA3000形営業運転開始。
  - 6月 片瀬建設が静鉄グループに入る[7][22] [26]。
  - 10月1日 株式会社静鉄レストランが株式会社静鉄リテイリングに社名変更。
  - 10月 新東名高速道路静岡サービスエリア上り線・下り線売店「しずおかマルシェ」の事業を静鉄リテイリングに継承。
- 2017年（平成29年）
  - 1月10日 静鉄ホームズ静岡展示場閉店。
  - 4月 静鉄プロパティマネジメント株式会社が株式会社静鉄ファシリティーズを吸収合併[34][35][37]。静鉄ホームズ静岡展示場が、住まいの情報ライブラリー静岡南店となってオープン。
  - 5月23日 静鉄ホーム営業所（静鉄リフォーム）が閉店。
  - 5月26日 住まいの情報ライブラリー静岡南店に静鉄ホーム営業所（静鉄リフォーム）が移転し、グランドオープン。
  - 10月1日 片瀬建設株式会社が静鉄ホームズ株式会社に社名変更[7][22][38]。
  - 11月3日 新静岡セノバ第1期リニューアルオープン。
- 2018年（平成30年）
  - 2月9日 新静岡セノバ第2期リニューアルオープン。
  - 2月16日 フローラル事業から撤退[29]。
  - 3月21日 新静岡セノバ第3期グランドリニューアルオープン。
  - 12月6日 静岡鉄道グループ全社共通シンボルマークを発表[39]シンボルマーク
2019年使用開始
- 2019年（平成31年/令和元年）

シンボルマーク
2019年使用開始

  - MaaSとして、静鉄タクシーで相乗りタクシー事業の実験[40][41]
  - 3月6日 静岡鉄道、静岡ガス、テレビ静岡の3社で、オープンイノベーションプログラム「しずおか未来共創プログラム」を開始すると発表。
  - 4月1日 KATASEのリフォームが、静鉄リフォームに移管（静岡県東部の一部を除く）[42]
  - 4月30日 秋葉バスサービスでのパサールカード販売終了[43]。
  - 5月1日 創立100周年[14]。
  - 5月9日 静鉄不動産住まいの情報ライブラリー静岡本店を鷹匠町1丁目12-15（静鉄ホーム営業所（静鉄リフォーム）跡地）に移転リニューアルオープン
- 2020年（令和2年）
  - 3月中旬 グランアネシス沼津大岡竣工予定[44]。
  - 9月28日 企業向け共用オフィス「=ODEN」（イコールオデン）を新静岡駅近く開業[45]。
  - しずてつキッズステーションあすぷら鷹匠ステーションが、静岡県静岡市葵区鷹匠1-1-1に移転[46]。
- 2021年（令和3年）
  - 3月31日 静鉄観光サービスが解散[47][48]
  - 4月1日 今田智久が社長を退任し、川井敏行専務が社長に昇格[49]。静岡トヨペットとトヨタカローラ東海、ネッツトヨタスルガが合併し、トヨタユナイテッド静岡になる[50]。静岡鉄道が静鉄GTホールディングスを吸収合併[51]。静岡トヨペットサービスをトヨタユナイテッド静岡サービスに改称[52]。
  - 9月2日 静鉄電車と静鉄タクシーで、障害者手帳アプリミライロIDが利用可能になったと発表[53][54]。
- 2022年（令和4年）
  - 7月31日 磁気乗車カード「パサールカード」の取扱い終了[55]。
  - 11月19日 キャラクター「鉄道むすめ」として「音羽ないろ」と「久能あいら」がデビュー[56]。

## 鉄軌道事業

### 現有路線

路線図（クリックで拡大）

- S 静岡清水線（新静岡 - 新清水間）

この路線は旧:静岡市・清水市（現:静岡市葵区・駿河区・清水区）の都市圏輸送兼インターアーバン路線として建設され、かつては両市内の軌道線と直通運転していたことや、1両18mの2両編成で終日約6 - 7分間隔（朝夕で一部例外あり）の短編成・高頻度運転であること、短い駅間距離、簡易な駅施設といった輸送形態等から現在でもLRTの一種として紹介されることもある。

### 廃止路線
- 静岡市内線（静岡駅前 - 新静岡 - 安西間）
- 清水市内線（港橋 - 新清水 - 横砂間）
- 駿遠線（大手 - 新藤枝 - 袋井間[注釈 6]）
- 秋葉線（新袋井 - 遠州森町間、可睡口 - 可睡間）

### 未開業路線
- 三保線（桜橋 - 駒越 - 三保）- 1945年4月に着工するも、空襲で整備車両の大部分を焼失して中止[57]。
- 焼津延長線（運動場前 - 石部トンネル - 大井川）- 1950年12月23日に免許許可が下りるも、着工することなく中止[58]。

### 車両
静岡清水線では、以前は主に自社長沼工場製（過去には他社からの譲受車も存在した）の車両で運行していた。その後全車が東急車輌製造製の1000形に置き換えられ、同形式のみで運行していた時期が長らく（1985年 - 2016年3月23日）続いたが、2016年3月24日に43年ぶりの新車となる総合車両製作所製のA3000形が運行を開始し、2024年7月1日からは、全車がA3000形に統一されている。

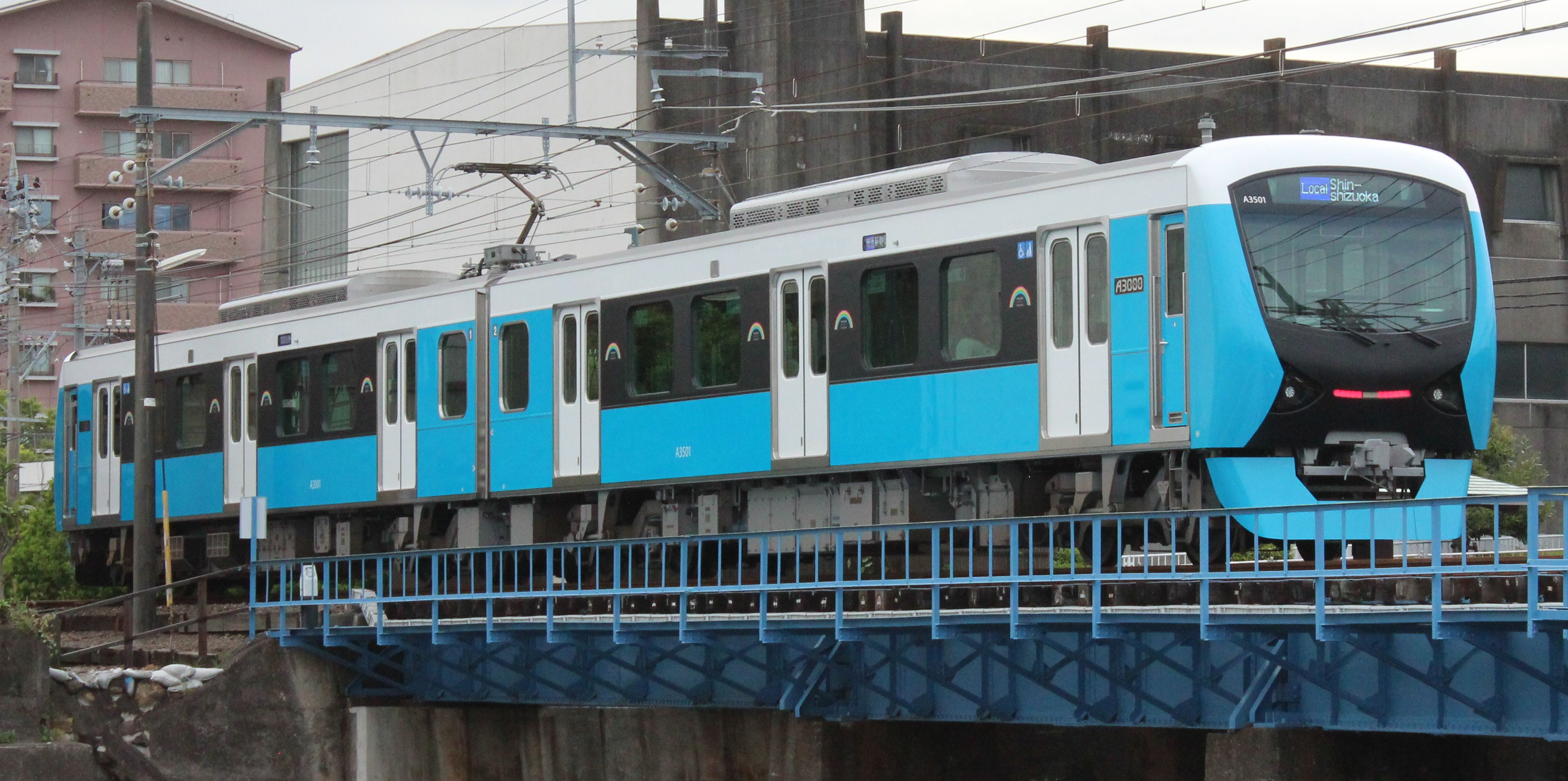
A3000形電車

### 乗車カード
静岡清水線では以下の乗車カードが利用できる。
- LuLuCaパサール
- LuLuCaプラス
- 全国相互利用交通系ICカード
  - Kitaca
  - PASMO
  - Suica
  - manaca[注釈 1]
  - TOICA
  - PiTaPa
  - ICOCA
  - はやかけん[注釈 1]
  - nimoca[注釈 1]
  - SUGOCA

過去には以下のカードも利用できた。
- パサールカード

## 索道事業
- 日本平ロープウェイ

このほか静岡市内で「浅間山リフト」を運営していたが、1974年の「七夕豪雨」で支柱が賤機山の斜面ごと崩落し、犠牲者が出たことで、長らく訴訟問題となった。

## その他の事業
鉄道・索道事業のほか、以下の事業は静岡鉄道株式会社が直営で行っている。
- 不動産事業（住まいの情報ライブラリー）
- 広告営業（交通広告）
- ホテル事業（静鉄ホテルプレジオ）
- 介護事業（グライフ、ケアステーション、アルシア）
- リゾート事業
- カード事業（LuLuCaカード）

## グループ会社
- 交通
  - しずてつジャストライン株式会社
  - 掛川バスサービス株式会社
  - 秋葉バスサービス株式会社
  - 静鉄ジョイステップバス株式会社
  - 静鉄タクシー株式会社
  - 駿遠運送株式会社
  - 磐田運送株式会社（駿遠運送の子会社[61]）
- 流通
  - 株式会社静鉄ストア
  - 株式会社静鉄リテイリング（ファミリーマートとのフランチャイズ締結）
- 自動車販売
  - 静鉄GTホールディングス株式会社（2021年4月1日に静岡鉄道に吸収合併[51]）
  - トヨタユナイテッド静岡株式会社（2021年4月1日に静岡トヨペット・トヨタカローラ東海・ネッツトヨタスルガが合併し発足[50]）
  - トヨタユナイテッド静岡サービス株式会社（2021年4月1日に静岡トヨペットサービスから改称[52]）
  - 株式会社トヨタレンタリース静岡
  - 東海自動車工業株式会社
- 不動産
  - 静鉄プロパティマネジメント株式会社
  - 静鉄ホームズ株式会社
- レジャー・サービス
  - 静波リゾート開発株式会社
  - 株式会社藤枝ゴルフクラブ
  - 静鉄観光サービス株式会社（2021年3月31日に営業終了し解散[47]）
  - 株式会社静鉄アド・パートナーズ（総合広告）
  - 静鉄保険サービス株式会社
  - 株式会社静鉄情報センター
  - 株式会社静鉄自動車学校
  - 株式会社しずてつソーサレア
- 建設
  - 静鉄建設株式会社
  - エコライン株式会社

## 備考
- 静岡民謡として有名な『ちゃっきり節』は、静岡鉄道の前身である静岡電気鉄道が、1927年（昭和2年）の狐ヶ崎遊園地開園を記念して、沿線PRのために北原白秋に作詞を依頼して[62]創られた新民謡である（「狐ヶ崎駅」も参照）。
- 演歌歌手となる前の島津悦子が、観光バス（静岡鉄道直営時代）のバスガイドとして勤務していた。